# Bělá
Bělá es una localidad situada en el distrito de Semily, en la región de Liberec, República Checa. Tiene una población estimada, a principios de 2021, de 275 habitantes.
Está ubicada al este de la región, a unos 85 km al noreste de Praga y cerca de la frontera con la región de Hradec Králové.